# Comté de Melun

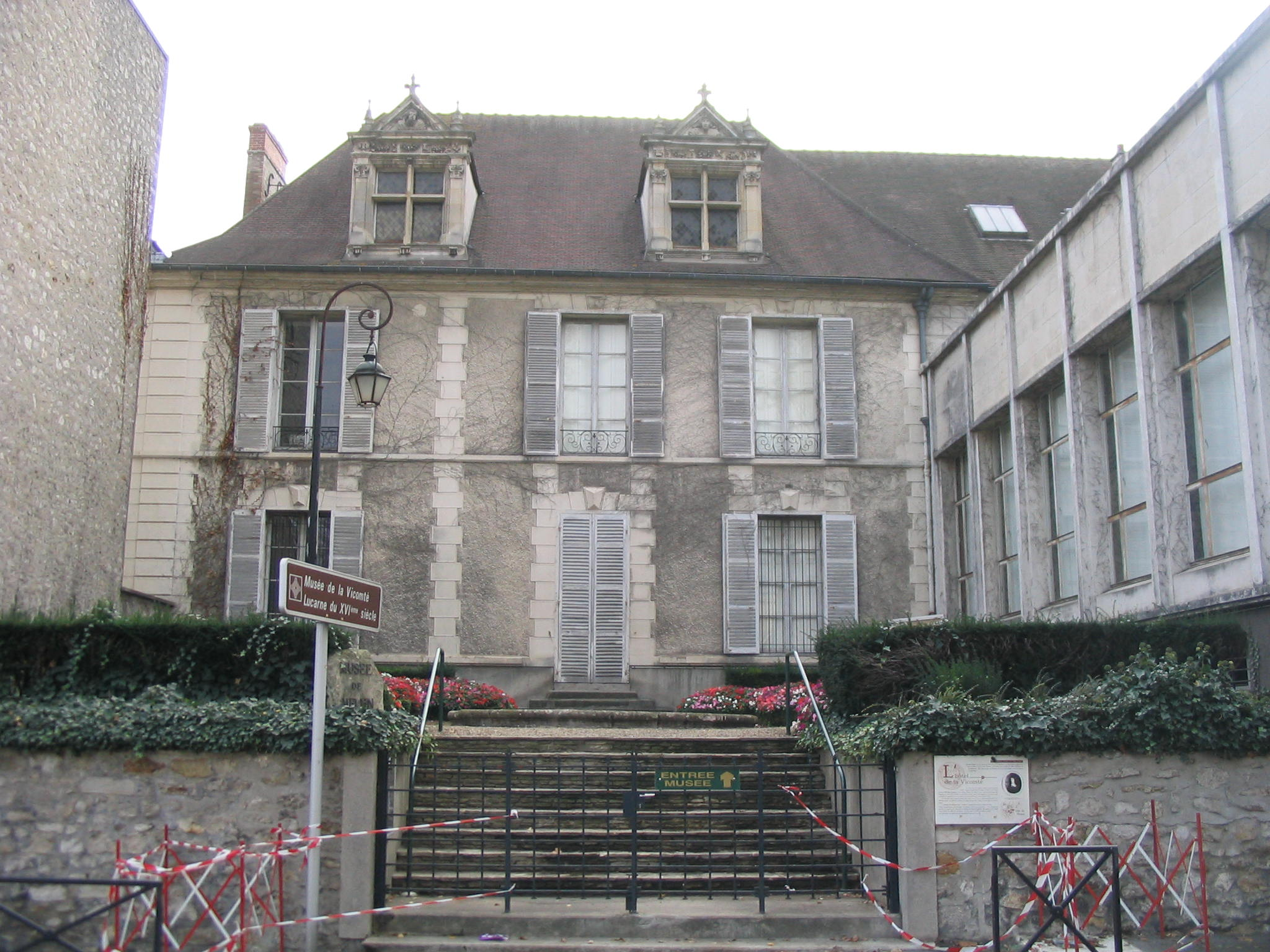
Ancienne résidence des Vicomtes de Melun, Quai de la Courtille à Melun.

Le comté de Melun était dans le domaine royal, appartenant, avec sa capitale Melun, aux rois Carolingiens puis aux Capétiens. Le comté de Melun fut notamment confié par Hugues Capet (roi en 987-996) à son fidèle Bouchard, aussi comte de Vendôme et de Corbeil. Mais en général, au cours des temps, c'est le roi qui est le comte de Melun.
De ce fait, institutionnellement, il fallait procéder à la nomination d'un vicomte pour représenter le titulaire du comté, empêché d'exercer concrètement sa fonction du fait de son cumul de charges. Le comte était donc assisté par un vice-comte ou vicomte. Au moins à partir de 998 semble-t-il, sous le comte Bouchard, les vicomtes formèrent la 1re Maison de Melun. L'extinction de la lignée des comtes de Vendôme en tant que comte de Melun ne change pas la règle : le lignage vicomtal se perpétue bien au-delà. 
Ce 1er lignage se fond sans doute en lignée féminine au XIIe siècle, dans la 2e Maison vicomtale de Melun (ou maison de Chailly), instituée par Adam de Chailly (né vers 1060/1065-† après 1141), et va donner lieu à une très buissonnante et prestigieuse lignée aristocratique. 
La Maison de Melun s'élève au rang comtal en recevant, également par mariage, le comté de Tancarville dans la 1re moitié du XIVe siècle ; à la même époque commence une branche cadette qui va jouer un rôle important dans les anciens Pays-Bas, celle des sires d'Antoing, princes d'Epinay, vicomtes de Gand : cf. l'article Jean Ier (ou II). 
Cependant, les Melun vont perdre la Vicomté :
- la part principale, avec le mariage en 1417 de la vicomtesse Marguerite de Melun (fille héritière de Guillaume V ou IV, † 1415 à Azincourt), avec Jacques II d'Harcourt-Montgomery (petit-fils de Jean V comte d'Harcourt) : parents de Marie d'Harcourt, qui transmet la Vicomté, Tancarville et moult seigneuries, à son mari Dunois, duc de Longueville, fils naturel du prince Louis, duc d'Orléans et petit-fils de Charles V.
- des parts secondaires, passées à des rameaux cadets, sont vendues aux alentours de 1500 : finalement, seront vicomtes de Melun les (de) l'Arbaleste, les du Chesnay, les Montmorency (Anne), les Valois-Angoulême, les Fouquet, les Villars et les Choiseul-Praslin (ces trois dernières familles : avec Vaux).